# Tapellaria marcellae
Tapellaria marcellae är en lavart som beskrevs av Lücking. Tapellaria marcellae ingår i släktet Tapellaria och familjen Pilocarpaceae.   Inga underarter finns listade i Catalogue of Life.